# Zoroastrizam
Zoroastrizam (perzijski آيين زرتشت, A'in-e Zærtosht)  je nekoć bila "službena" monoteistička religija sasanidske Perzije. Ova vjera također je poznata pod imenima mazdaizam i zaratustrizam. Naučava dualizam, borbu između dobra i zla, a definitivni mu je oblik dao vjerski reformator Zaratustra. Poznavanje zoroastrizma temelji se na proučavanju svete knjige Aveste (koja sadrži ukupno 72 poglavlja), napisane na staroiranskom jeziku i pehlevijskim tekstovima pisanim na srednjoperzijskom jeziku. Bila je to dominantna (službena) religija u Perziji do 7. stoljeća. Zoroastrizam je religija za koju se smatra da je vjerojatno najstarija dualistička religija.  
Dobro u Zoroastrizmu je Ahura Mazda, štovni bog. Predstavljala ga je vatra, kao simbol čistoće i moći.
Zlo je prirodna sila odvojena od Ahure Mazde i suprotstavljena njemu i njegovu djelu, a egzistira samo na duhovnom planu, za razliku od duhovne i fizičke egzistencije onog što je stvorio Ahura Mazda. Napad zla, odnosno Zloduha Angre Mainyuae ili Ahrimana događa se između tih dviju krajnih točaka na vremenskoj traci.
Prema grčkim povjesničarima, reformator Zaratustra, živio je otprilike 6000. godine prije Krista, a prema Pahlavi izvorima, oko 600. godine pr. Kr. Po istraživanjima, Pahlavi izvori, u kojima piše da je Zaratustra živio oko 600. godine pr. Kr., datum izgleda točniji (Vjerojatno je da su grčki povjesničari, u stvari, greškom pripisali Zaratustri zasnivanje mazdaizma, koji je u Perziji postojao tisućama godina prije Krista i koga je Zaratustra zapravo reformizirao u novu religiju). Danas predvladava mišljenje da je Zaratustra živio stotinjak godina prije dolaska na vlast Kira Velikog (558. pr. Kr. - 529. pr. Kr.).

## Naziv i etimologija
Riječ zoroastrizam izvedena je iz jedne verzije imena osnivača religije zoroastrizma, reformatora Zaratustre, koje glasi Zoroaster i preuzeto je iz fonetike dobivene od starogrčkih autora. Ipak izgovor "Zaratustra" je daleko sličniji originalnom izgovoru "Zartušt" koji je rekonstruirala moderna orijentalistička filologija. U imenu boga u zoroastrizmu, Ahura Mazda, "Ahu" znači živjeti, život ili duh", dok korijen "ah" označava biti, a "Raa" znači darovatelj, davatelj. Otuda "Ahu-raa" znači Davatelj života. Uspored Harvard University "Mazda" je pridjev koji doslovno znači "onaj koji sve (po)stavlja" (na pamet), tj. "pamet". Može se prevesti na sanskrt kao "Mahaadaa". "Mahaa" znači velik, dok "daa" znači davatelj, darivatelj. Otuda, "Mazda" znači Veliki Darovatelj. To znači da naziv Ahura Mazda ima značenje Darivatelj života, Veliki Darivatelj, a također i Veliki Stvaratelj.

## Osnovna vjerovanja u zoroastrizmu
Ahura Mazda ili Ormazd (gospodar mudrosti ili mudri gospodar) je vrhovni Bog koji je stvorio vidljivi i nevidljivi svijet. On nema ni početak ni kraj, već je vječan. Sve zlo na Svijetu je stvorio Ahriman ili Angra Mainyu (zao duh ili Zloduh) koji je svojim priklanjanjem zlu stvorio smrt. On je također oduvijek postojao kao i Ahura Mazda, ali će biti poražen na Sudnji dan. Suprotstavljeni zlu su Amesha Spentas ili "Sveti besmrtnici". Oni su u početku bili lične osobine Ahura Mazde. Ima ih sedam: Cjelovitost, Dobre misli, Pravednost, Snaga, Odanost vjeri, Savršenstvo i Besmrtnost. Oni predstavljaju neku vrstu anđela. Ahriman i Amesha Spentas simboliziraju izbor između Dobra i Zla, stvaranja i uništavanja. Ljudi se u njihovoj dugotrajnoj borbi, koja po legendi traje 9 milenijuma, mogu prikloniti jednoj ili drugoj strani, što ovisi od toga jesu li oni dobre i pravedne ili loše i zle osobe.
Zoroastrijski panteon je u osnovi prerušeni perzijski, s tim što su božanstva podijeljena na dobra i loša. Zoroastrijska etika se sastoji iz dobrih misli, dobrih riječi i dobrih djela. Ljudi poslije smrti prelaze most koji vodi preko pakla. Ako su bili loši, most će se suziti i oni će propasti u pakao. Nasuprot njima, pravednici će naći put do "raja". Nada postoji i za one koji završe u paklu, jer će i oni biti spašeni kada Dobro najzad trijumfira. Ova religija smatra da je Bog stvorio po prirodi dobar svijet, u kojem treba živjeti lijepo, ali bez pretjerivanja ili odricanja, kao što je post.
Zoroastrizam mnogi smatraju dualističkom religijom po tome što ima dva boga, boga dobra i boga zla. Ali on ima i jedan bitan monistički element, a to je konačna pobjeda Boga dobra i dobra općenito. Znači da bog zla nije vječan, da ima svoj "rok trajanja". Ovo je toliko bitno da ima osnova da se zoroastrizam počne smatrati suštinski monističkom vjerom. Doduše, smatra se da je zlo imalo svoj početak, ali da neće imati kraj.    
Poštovanje prema Bogu dobra, Ahuri Mazdi pripadnici zoroastrizma pokazuju poštovanjem "čistih supstanci" koje je on stvorio: zemlje, vode, a naročito vatre. To je dovelo do toga da ih mnogi ljudi smatraju vjernicima koji obožavaju vatru.

## Popisi

### Poznati zoroastrijanci
- Kir Veliki
- Darije I. Veliki
- Kserkso I.
- Šapur I.
- Freddie Mercury
- Zubin Mehta
- Pete Townshend

### Religije s korijenima u zoroastrizmu
- Perzijska teozofija
- Mazdazdan
- Ilm-i Kshnum

## Vanjske poveznice

### UNESCO Parsi Zoroastrian Project
- UNESCO

### Ostali projekti
|  | Zajednički poslužitelj ima stranicu o temi Zoroastrizam   |
|  | Zajednički poslužitelj ima još gradiva o temi Zoroastizam |